# Margaret Avison
Margaret Avison (ur. 23 kwietnia 1918 w Galt w Ontario, zm. 31 lipca 2007 w Toronto) – kanadyjska poetka anglojęzyczna.

## Życiorys
Była córką pastora metodystów. Studiowała literaturę angielską na Uniwersytecie w Toronto, uzyskując w 1940 dyplom bakałarza, a w 1964 magistra. Pracowała jako bibliotekarka, edytor, wykładowca i pracownik społeczny w misjach kościelnych w Toronto. Początkowo zamieszczała swoje poematy w studenckich pismach literackich, a od 1939 w piśmie "Canadian Poetry Magazine". We wczesnej twórczości inspirowała się poezją A.J.M. Smitha. Za namową Northropa Frye'a aplikowała do grantu Guggenheim fellowship, który uzyskała i w 1956 podjęła studia poetyckie na University of Chicago. Nauczała angielskiego w Scarborough College, później pracowała na Uniwersytecie Zachodniego Ontario. W 1960 wydała swój pierwszy tom poematów, Winter Sun, za który otrzymała poetycką nagrodę generalnego gubernatora Kanady. Później opublikowała The Dumbfounding (1966), Sunblue (1978), No Time (1989; otrzymała za to drugą nagrodę generalnego gubernatora) i Selected Poems (1991). Jej twórczość miała charakter metafizyczno-moralny, posługiwała się w niej motywami biblijnymi, skomplikowaną formą wiersza i wyszukanym językiem, opisywała osobiste doświadczenia i przeżycia religijne oraz ich scenerię - przyrodę i krajobraz rodzinnych stron. W 1984 została oficerem Orderu Kanady, w 2002 otrzymała Queen Elizabeth II Golden Jubilee Medal, w 2003 Griffin Poetry Prize, a w 2005 Leslie K. Tarr Award.